# Feldhockey-Europameisterschaft der Damen 1987
Die Hockey-Europameisterschaft der Damen 1987 war die zweite Auflage der Hockey-Damen-EM. Sie fand im Picketts Lock Centre in London vom 3. bis 13. September 1987 statt. Im Finale besiegte Titelverteidiger Niederlande die englischen Gastgeberinnen nach Siebenmeterschießen.

## Vorrunde

### Gruppe A
|    | Team        | Punkte | Sp | S | U | N | Tore | Gtore | Diff |
| -- | ----------- | ------ | -- | - | - | - | ---- | ----- | ---- |
| 1. | Niederlande | 10     | 5  | 5 | 0 | 0 | 29   | 2     | +27  |
| 2. | Sowjetunion | 8      | 5  | 4 | 0 | 1 | 23   | 6     | +17  |
| 3. | Schottland  | 6      | 5  | 3 | 0 | 2 | 11   | 10    | +1   |
| 4. | Wales       | 2      | 5  | 1 | 0 | 4 | 3    | 12    | −9   |
| 5. | Frankreich  | 2      | 5  | 1 | 0 | 4 | 4    | 16    | −12  |
| 6. | Belgien     | 2      | 5  | 1 | 0 | 4 | 2    | 26    | −24  |

- 3.9.

 Schottland 5:0  Belgien

 Sowjetunion 3:0  Wales

 Niederlande 5:0  Frankreich
- 4.9.

 Wales 3:0  Frankreich

 Schottland 1:4  Sowjetunion

 Niederlande 9:1  Belgien
- 6.9.

 Sowjetunion 6:0  Frankreich

 Niederlande 5:0  Schottland

 Belgien 1:0  Wales
- 7.9.

 Belgien 0:3  Frankreich

 Niederlande 5:1  Sowjetunion

 Schottland 3:0  Wales
- 9.9.

 Sowjetunion 9:0  Belgien

 Niederlande 5:0  Wales

 Schottland 2:1  Frankreich

### Gruppe B
|    | Team           | Punkte | Sp | S | U | N | Tore | Gtore | Diff |
| -- | -------------- | ------ | -- | - | - | - | ---- | ----- | ---- |
| 1. | England        | 9      | 5  | 4 | 1 | 0 | 23   | 3     | +20  |
| 2. | BR Deutschland | 7      | 5  | 3 | 1 | 1 | 16   | 3     | +13  |
| 3. | Spanien        | 6      | 5  | 3 | 0 | 2 | 16   | 8     | +8   |
| 4. | Irland         | 6      | 5  | 3 | 0 | 2 | 11   | 5     | +6   |
| 5. | Italien        | 2      | 5  | 1 | 0 | 4 | 3    | 30    | −27  |
| 6. | Österreich     | 0      | 5  | 0 | 0 | 5 | 2    | 22    | −20  |

- 3.9.

 England 5:1  Österreich

 Irland 2:0 Spanien

 BR Deutschland8:0 Italien
- 5.9.

 Irland7:0 Italien

 Spanien6:0 Österreich

 England1:1 BR Deutschland
- 6.9.

 BR Deutschland0:2 Spanien

 England8:0 Italien

 Irland 2:1  Österreich
- 8.9.

 England6:1 Spanien

 BR Deutschland 1:0 Irland

 Österreich 0:3 Italien
- 9.9.

 England3:0 Irland

 BR Deutschland6:0 Österreich

 Spanien7:0 Italien

### Spiele um Platz 9–12
Frankreich3:1 Österreich
 Belgien2:1 Italien

### Spiele um Platz 5–8
Schottland2:1 Irland
 Wales0:6  Spanien

### Halbfinale
Niederlande2:1 BR Deutschland
 Sowjetunion1:2 England

### Spiel um Platz 11
Italien 1:0 Österreich

### Spiel um Platz 9
Frankreich 1:2  Belgien

### Spiel um Platz 7
Irland 3:1  Wales

### Spiel um Platz 5
Schottland 1:2  Spanien

### Spiel um Platz 3
BR Deutschland1:2  Sowjetunion

### Finale
England2:2/1:3 nach (Siebenmeter) Niederlande

### Endergebnis
| Platz | Land           |
| ----- | -------------- |
| 1     | Niederlande    |
| 2     | England        |
| 3     | Sowjetunion    |
| 4     | BR Deutschland |
| 5     | Spanien        |
| 6     | Schottland     |
| 7     | Irland         |
| 8     | Wales          |
| 9     | Belgien        |
| 10    | Frankreich     |
| 11    | Italien        |
| 12    | Österreich     |

## Europameisterinnen
Maryse Abendanon, Carina Benninga, Marjolein Eysvogel, Ingrid Jansen, Lisanne Lejeune, Sophie von Weiler, Laurien Willemse, Yvonne Buter, Helen van der Ben, Bernadette de Beus, Noor Holsboer, Marjolein de Leeuw, Aletta van Manen, Anneloes Nieuwenhuizen, Ingrid Wolff, Annemieke Fokke